# Anthidiellum spilotum
Anthidiellum spilotum là một loài Hymenoptera trong họ Megachilidae. Loài này được Cockerell mô tả khoa học năm 1920.